# Rudi Stohl
Rudolf "Rudi" Stohl (Wenen, 21 april 1947) is een Oostenrijks voormalig rallyrijder. Hij is de vader van Manfred Stohl, die eveneens rallyrijder is geweest.

## Carrière
Rudi Stohl debuteerde in 1969 in de rallysport. Hij kende een langdurige carrière als privé-rijder in allerlei internationale evenementen, waaronder in het Wereldkampioenschap rally. In de jaren zeventig deed hij dit met Lada's, voordat hij halverwege de jaren tachtig overstapte naar Groep A Audi quattro's. In 1986 eindigde hij tweede in het wereldkampioenschap voor rijders met Groep A auto's, achter winnaar Kenneth Eriksson. Stohl profileerde zich ook als een specialist in langeafstandswedstrijden. Zijn beste resultaat daarin was een tweede plaats tijdens de WK-ronde van Ivoorkust in het seizoen 1990. Tot rond de eeuwwisseling bleef Stohl nog regelmatig actief in rally's. Zijn zoon Manfred profileerde zich op dat moment ook in de sport, en won bijvoorbeeld de titel in het Production World Rally Championship in 2000.
Stohl is tegenwoordig nog sporadisch te zien als deelnemer aan historische rallyevenementen.